# Olios hampsoni
Olios hampsoni är en spindelart som först beskrevs av Pocock 1901.  Olios hampsoni ingår i släktet Olios och familjen jättekrabbspindlar. Inga underarter finns listade i Catalogue of Life.